# Elastiek

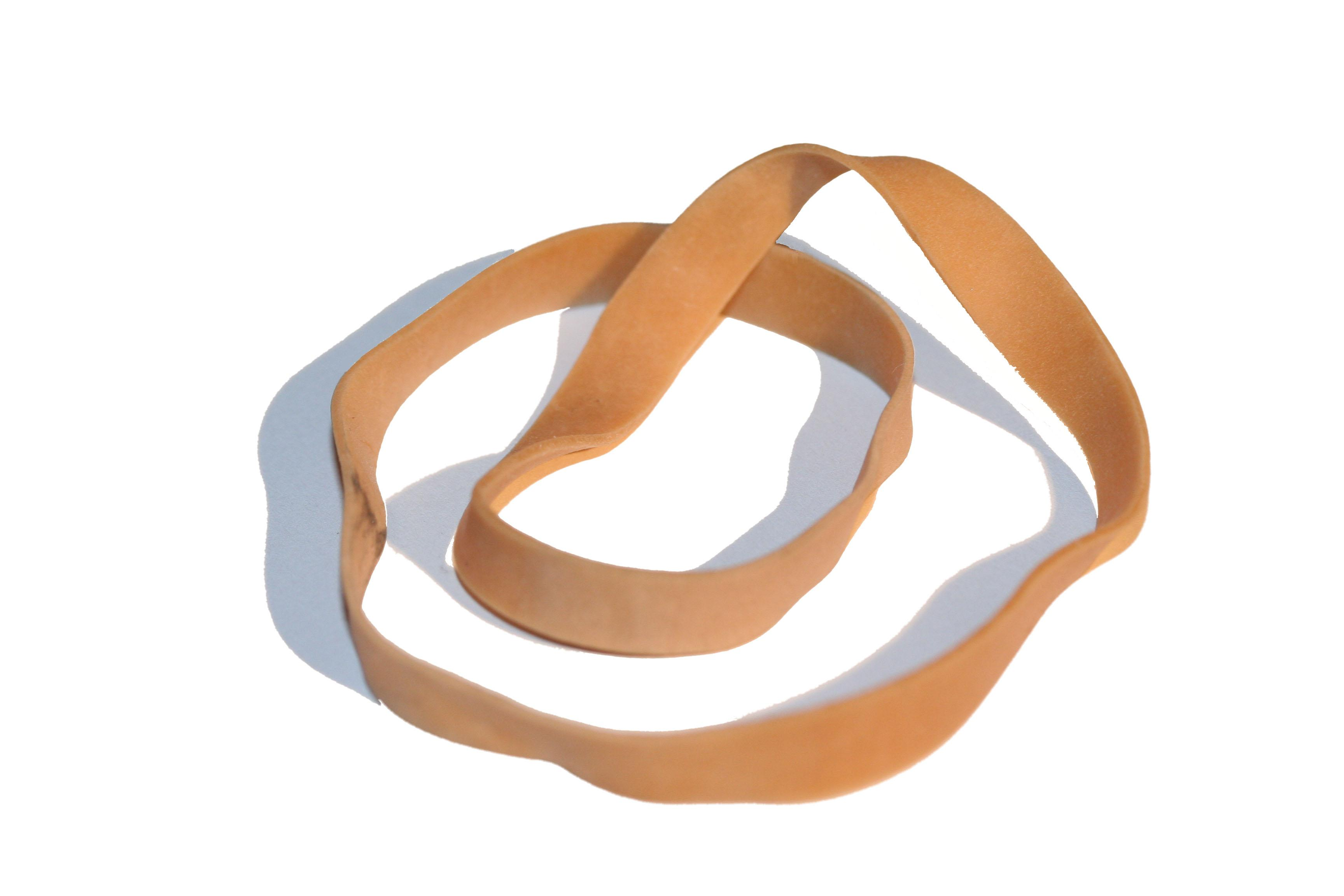
Elastiekje

Elastiek is een verzamelnaam voor een aantal rekbare materialen. Echter, niet alle elastische materialen zijn elastiek.
Een veelvoorkomende toepassing van elastiek is in de zoom of band van kleding, waar deze kleding licht om het lichaam klemt om te voorkomen dat de kleding afzakt. Soms is ook een hele stof elastisch – de zogenaamde stretch-stof –, zodat deze dan strak om het lichaam zit.
Een andere veelvoorkomende toepassing is als dunne rubberen ringen, om objecten, zoals brieven, tijdelijk bij elkaar te houden. Zie ook elastiekje.
Verder worden elastische materialen, zoals rubber, gebruikt ter demping van trillingen. Dit is mogelijk omdat deze materialen een hoge interne wrijving hebben, waardoor trillingen snel uitdempen. Als alleen veren gebruikt zouden worden, dan zou de trilling veel langer doorgaan.
Elastiek voldoet niet aan de wet van Hooke, {\displaystyle \scriptstyle {\frac {F}{u}}\ \not =\ k}. Dit betekent dat de uitrekking u niet rechtevenredig is met de uitgeoefende kracht F. Naarmate een elastiek verder uitgerekt (of ingedrukt) wordt, is steeds meer kracht nodig voor eenzelfde verdere uitrekking (of indrukking).